# Parc de la Francophonie
Le parc de la Francophonie, parfois aussi surnommé le Pigeonnier,  est un parc urbain de la ville de Québec situé sur la Grande Allée, derrière l'hôtel du Parlement du Québec. Il fut nommé ainsi pour célébrer l'Organisation internationale de la francophonie.

## Histoire
Le parc est né à la suite du redécoupage du quartier lors de la construction d'édifices gouvernementaux québécois durant les années 1960 et 1970. Plusieurs maisons ont été démolies dans ce secteur. Le 730 Grande-Allée était la résidence du 9e Premier ministre du Québec, Honoré Mercier.
Il fut nommé dans un premier temps parc Grande Allée puis rebaptisé parc de la Francophonie le 21 mars 1995.
On y retrouve un pigeonnier ainsi qu'un bassin d'eau.

## Activités
Chaque année, le parc est le lieu des prestations musicales et d'activités culturelles et sportives. 
Le site est notamment utilisé pour les célébrations de la fête nationale du Québec et pour le festival d'été de Québec. Sa capacité d'accueil, lors de spectacles du Festival d'été, est estimée entre 5 000 et 6 000 personnes.
Le départ et l'arrivée du Grand Prix cycliste de Québec se situent sur la Grande Allée qui traverse le parc.

## Galerie

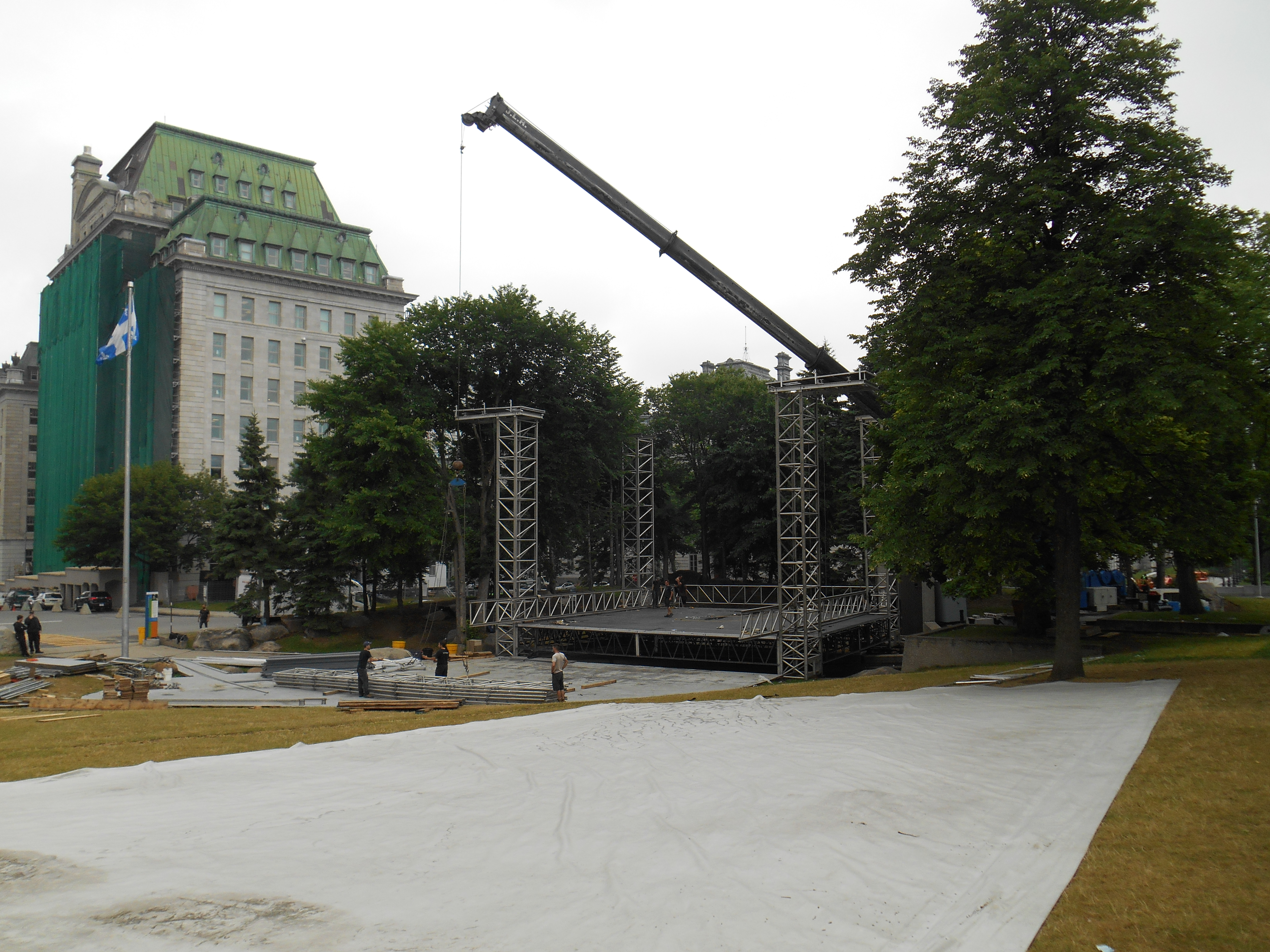
Scène installée à l'occasion du Festival d'été de Québec
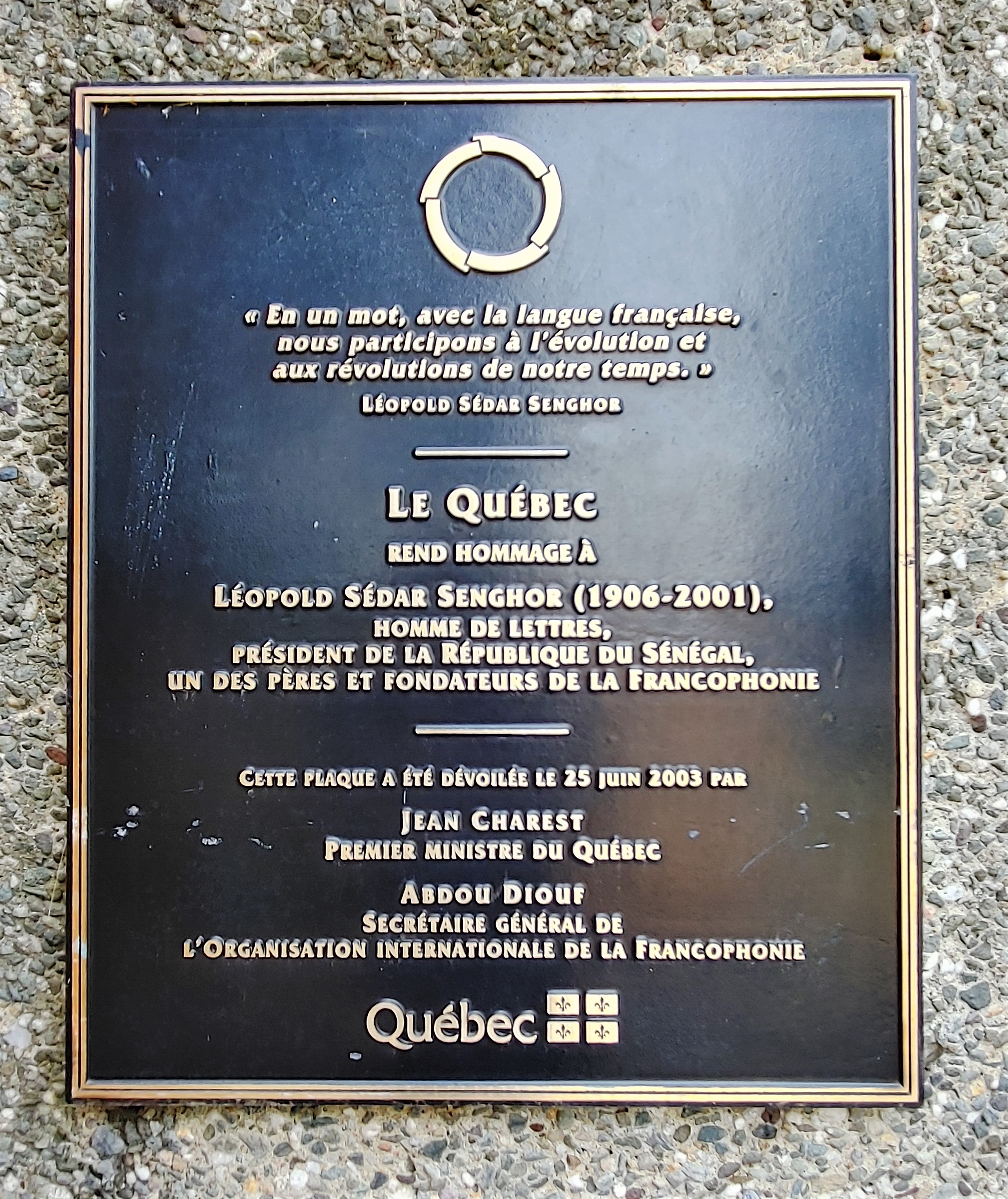
Plaque commémorative à Léopold Sédar Senghor
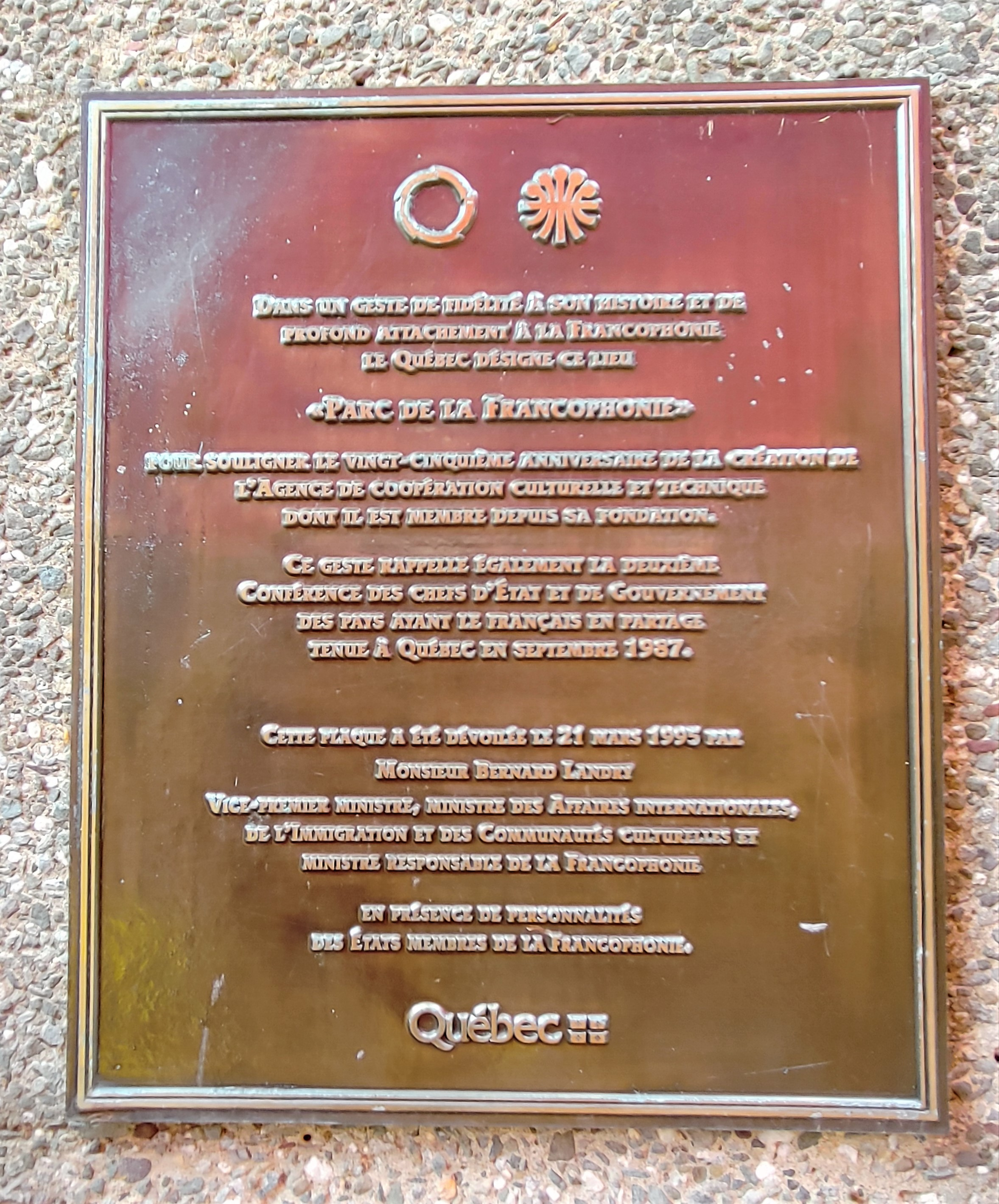
Plaque commémorative